# Молинацо (Павија)
Молинацо је насеље у Италији у округу Павија, региону Ломбардија.
Према процени из 2011. у насељу је живело 9 становника. Насеље се налази на надморској висини од 127 м.